# Sân bay Yirol
Sân bay Yirol (IATA: n/a, ICAO: HSYL) là một sân bay ở Nam Sudan. Nó có một đường băng không trải nhựa.

## Vị trí
Sân bay Yirol nằm ở thành phố Yirol thuộc bang Lakes, miền trung Nam Sudan. Sân bay nằm ngay phía bắc của khu trung tâm thành phố.
Nó nằm cách Sân bay Quốc tế Juba khoảng 224 km (139 mi) về phía tây bắc, ở độ cao 437 mét (1.434 ft) trên mực nước biển.